# Simbakubwa kutokaafrika
Simbakubwa kutokaafrika (лат., от суахили simba — лев и суахили kubwa — большой; суахили kutokaafrika — из Африки; буквально: большой лев из Африки) — вид вымерших хищных млекопитающих из семейства Hyainailouridae, единственный в роде Simbakubwa. Жил во времена раннего миоцена на территории современной Кении. Типовой образец был извлечен из отложений, возраст которых составляет 23 млн лет. Основываясь на анализе, гигантские Hyainailouridae возникли в Африке около 30 миллионов лет назад, и они многократно перемещались в северные экосистемы, расселившись по Евразии в начале миоцена, прежде чем вымерли около десяти миллионов лет назад.
Окаменелости впервые обнаружили Мэтью Бортс и Нэнси Стивенс, когда они исследовали образцы, хранящиеся в Национальном музее Кении в Найроби. Научная экспедиция во главе с Мэтью Бортсом и Нэнси Стивенс раскопала остатки на западе Кении ещё в конце 1970-х годов, но кости не исследовались, они были сложены в сундук, где все о них забыли. Их обнаружили в 2017 году, с тех пор палеонтологи из Университета Огайо (США) занимались их исследованием.

## Описание
По гипотезе мог быть крупнее современного африканского льва или даже белого медведя. Масса составляла от 280 до 1550 кг. Типовой образец состоит из нижней челюсти, правой части верхней челюсти и некоторых посткраниальных остатков. Был наделён закруглёнными в сторону языка хищными зубами.
Вид был распространён на востоке Африки. Жил преимущественно в саваннах. Охотился на ранних хоботных и ископаемых носорогов.

## Таксономия
Филогенетический анализ рассматривает Simbakubwa в качестве родственного таксона клады миоценовых гиаилуринов (Hyainailouridae) с большой массой, в которую входят Hyainailouros и Megistotherium.